# Barry Goldwater
Barry Morris Goldwater (n. 2 ianuarie 1909, Phoenix, Arizona, SUA – d. 29 mai 1998, Paradise Valley⁠(d), Arizona, SUA) a fost un politician și om de afaceri american care a îndeplinit funcția de senator de Arizona timp de cinci mandate (1953-65, 1969-87) și a fost nominalizat de Partidul Republican la alegerile pentru Președinția Statelor Unite la alegerile din 1964. În ciuda pierderii alegerilor la o mare distanță, Goldwater este politicianul cel mai adesea creditat pentru revenirea conservatorismului american în anii 1960. De asemenea, el a avut un impact substanțial asupra mișcării libertariene.

## Legături externe
- Barry Goldwater la Biographical Directory of Congress
- Apariții pe C-SPAN
- Institutul Goldwater